# Гяба
Гяба (рум. Gheaba) — село у повіті Прахова в Румунії. Входить до складу комуни Менечу.
Село розташоване на відстані 97 км на північ від Бухареста, 41 км на північ від Плоєшті, 49 км на південний схід від Брашова.

## Населення
За даними перепису населення 2002 року у селі проживали 2863 особи, з них 2858 осіб (99,8%) румунів. Рідною мовою 2858 осіб (99,8%) назвали румунську.